# Louise de Corcelles
Louise-Honorée-Françoise Polier de Corcelles, geboren Louise-Honorée-Françoise de Saussure de Bercher (Lausanne, 21 maart 1726 – aldaar, 26 februari 1796) was een Zwitserse pastelportrettiste en decorateur van interieurs in het kanton Vaud.

## Levensloop
Louise de Corcelles was de dochter van David de Saussure, baron von Bercher, officier in het Franse leger, beursmakelaar en lid van de Kleine Raad van Lausanne. Haar moeder was Angélique Mannlich de Bettens, dochter van Georges Mannlich, officier in Franse dienst en lid van de Grote Raad van Bern. Over haar jonge jaren is weinig bekend. Ze zou verliefd geweest zijn op haar neef, Philippe de Constant. Omwille van wettelijk beletsel in het kanton Vaud mocht het huwelijk niet doorgaan. Zij was 28 jaar toen ze voor het eerst huwde (1754): haar man was Etienne d’Aubonne, kapitein bij het Nederlandse leger. Vijf jaar later was Corcelles weduwe (1759).
Zij hertrouwde met Jonathan Polier de Saint-Germain, heer van Corcelles en adjunct-baljuw van Lausanne. Het echtpaar bracht de winter door in hun herenhuis aan de Place Saint-François in Lausanne. De zomer brachten ze door ofwel in het kasteel van Corcelles-le-Jorat, in de Provence of in het kuuroord Plombières in de Elzas.

Villa Mon Repos in Lausanne

Louise de Corcelles was muzikaal en artistiek begaafd. Regelmatig portretteerde zij bezoekers en verwanten. Zij gebruikte pastel. Over haar pastelportretten schreef Rosalie de Constant, zelf een portrettiste: ‘ze is zo getalenteerd dat ze alle kenmerken van haar personage opneemt en de geest en karaktertrekken van het personage overbrengt’. De Nederlandse Belle van Zuylen in het kanton Neuchâtel vermeldt de pastelportretten van Corcelles in haar brieven. Vele van deze portretten zijn evenwel niet gearchiveerd, niet vermeld in brieven of verloren gegaan.
Door de briefwisseling van Corcelles krijgt de lezer in een inkijk in de levenswijze van aristocraten in Lausanne tijdens de twee helft van de 18e eeuw. Zij schreef voornamelijk naar haar neef David-Louis Constant d’Hermenches en haar vriendin Catherine de Charrière de Sévery.
Naast pastelportretten schilderde Corcelles interieurs. Zo schilderde ze het privaattheater van de Villa Mon Repos in Lausanne, die het kasteel was van een andere neef markies de Langallerie. Het theater was de ontmoetingsplek voor culturele activiteiten in Lausanne. Voltaire voerde er zijn tragedie Zaïre uit voor zijn vrienden in Lausanne (1757).